# بحث در مورد فتح کره

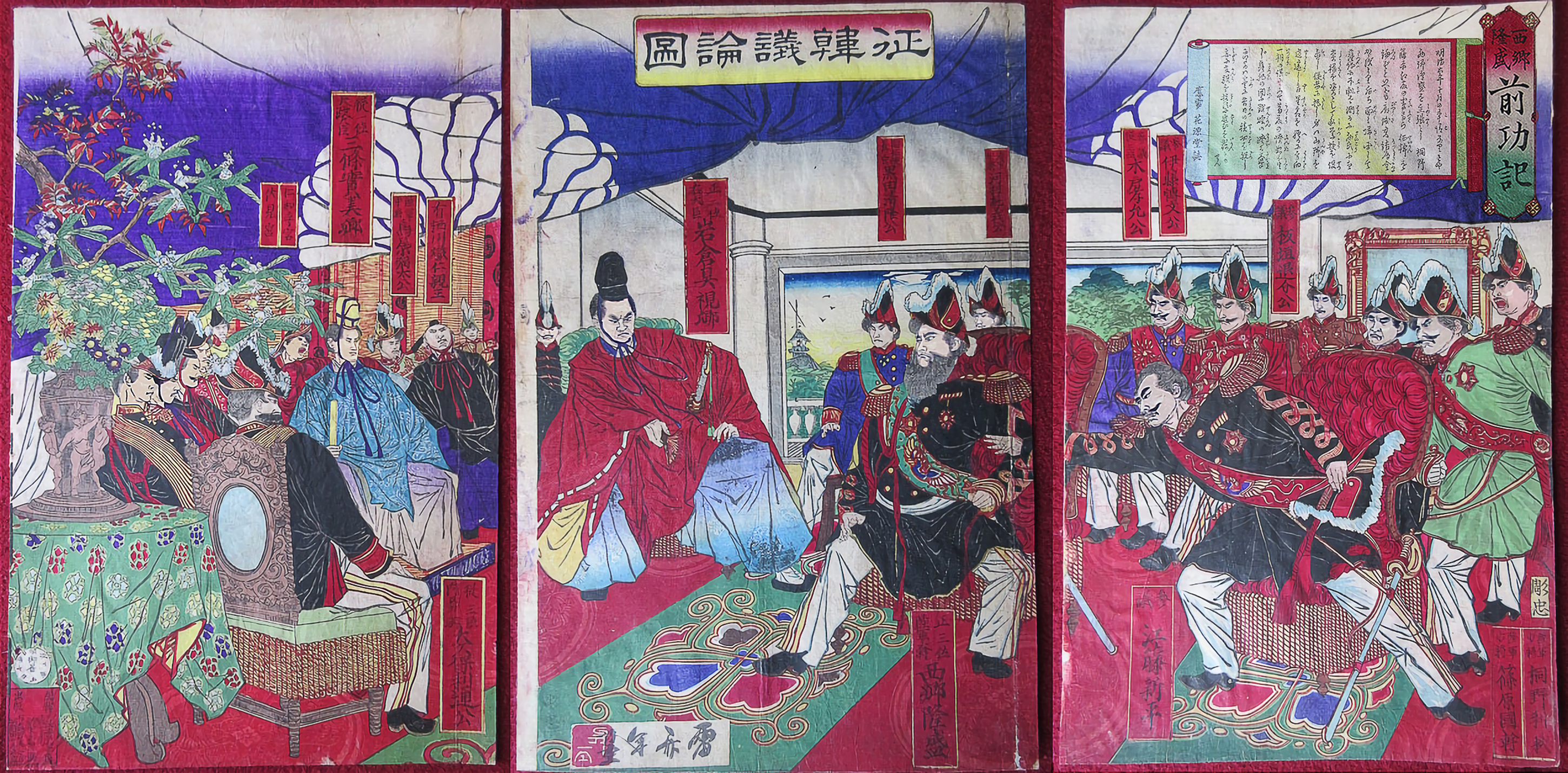
سایگو تاکاموری فرد نشسته در وسط تصویر در هنگام بحث در مورد طرح حمله به کره

سِی‌کان رُون، بحث در مورد فتح کره (به ژاپنی: 征韓論) (کره‌ای: 정한론) یک بحث سیاسی عمده در ژاپن در طول ۱۸۷۳ در مورد اعمال مجازات علیه کره بود.

## زمینه
ژاپنی‌ها چهار صد سال بود که یک ایستگاه تجاری بنام واکان در کُره داشتند، چنان‌که پایگاه تجاری هلندی‌ها جزیره مصنوعی دجیما در ناگاساکی در جنوب ژاپن بود.

## رد پیشنهاد روابط بازرگانی

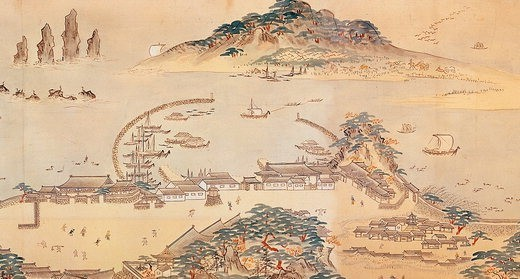
تصویری نقاشی شده از واکان در بندر بوسان در کُره

روابط ژاپن با کره در آغاز عصر میجی تیره شده بود. دولت کره پس از شنیدن خبر سرنگونی شوگون سالاری توکوگاوا که مناسباتش با آن حسنه بود، خوش نداشت تا وارد رابطه و دادوستد با امپراتوری ژاپن بشود. حکومت کره به ماندن به انزوای سیاسی که ژاپن و نیز چین از آن دست کشیده بودند اصرار داشت.
دولت ژاپن در تلاش برای حل مسئله در سال ۱۸۶۹ تصمیم گرفت که سو شیگه‌ماسا دایمیوی پیشین قلمروی تسوشیما را به همراه یک نفر دیگر از وزارت امور خارجه ژاپن در ماه مارس ۱۸۷۰ به کره بفرستد اما پاسخ کره فقط این بود که نمی‌تواند پیام ژاپن را بپذیرد. این فرستادگان نومید و سرخورده به ژاپن برگشتند و دولت خود را به تهاجم به کره ترغیب کردند. هیئت دیگر ژاپنی که در اکتبر آن سال فرستاده شد، توفیق بیشتری نداشت. کره همه فرستادگان ژاپن را به این بهانه که دولت‌شان به بیراهه رفته‌است، برمی‌گرداند.
در ۱۲ سپتامبر ۱۸۷۳ پس از ناکامی هیئت سومی که در فوریه آن سال از توکیو به پوسان فرستاده شده بود، سوئه‌جیما تانه‌اومی وزیر خارجه ژاپن پیشنهادهایی به دولت داد. او تشخیص داده بود که به ملاحظه سابقه تاریخی و نیز اعتبار کشور بایست پایگاهی بازرگانی در کره نگه داشت. این پیشنهادها پذیرفته شد و در تاریخ ۳۰ سپتامبر هانابوسا یوشیموتو معاون وزارت خارجه با کشتی برای اجرای امر به کره رفت. مهم‌ترین مقصود سفر او جایگزین کردن مأموران زیر دست دایمیوی تسوشیما مستقر در واکان با مأموران وزارت خارجه و درآوردن این پایگاه زیر ادارهٔ این وزارتخانه بود.
در میانه سال ۱۸۷۳ روابط ژاپن و کره همچنان رو به تیرگی می‌رفت و ژاپن از تفرعن کره‌ای‌ها در برابر درخواست گشودن درهای تجارت و روابط دیپلماتیک خشمگین بود. فرمانروای موقت کره هیونگسان پدر پادشاه که خود پادشاهی نیافته بود مصمم بود که از گشودن دروازه‌های کشور خود به روی غرب جلو گیرد و به تغییرهای روی داده در ژاپن بدگمان بود. او اصرار داشت که روابط با ژاپن به روال مرسوم سیصد ساله گذشته باشد.
در ماه ژوئیه ۱۸۷۳ که اعضای دارالحکومه واکان (بندر رابط با ژاپن) دریافتند که شماری از بازرگانان ژاپنی که از قلمروی تسوشیما نیستند به این بندر کره رفت‌وآمد می‌کرده‌اند، برآشفتند. پس ناخوشنودی خود را با زدن یک لوح‌نوشته بر دروازه‌های واکان در نکوهش تخلف از این رسم سیصد ساله نشان دادند. آن‌ها همچنین بیزاری‌شان را از وضع ظاهر این ژاپنی‌ها ابراز داشتند: «مردانی که مویشان را به شیوه اروپایی‌ها می‌زنند و لباس‌های طرز غربی می‌پوشند. چنین مردانی شایستگی ندارند که ژاپنی خوانده شوند.» آن‌ها تأکید کردند که ترتیب مرسوم تجارت با ژاپن که فقط با واسطه شدن بازرگانان ولایت تسوشیما است، تغییرناپذیر است. مردم جزایر دیگر ژاپن نمی‌توانند به این تجارت بپردازند و ورود چنین افرادی به واکان نشان داده که ژاپن «مملکتی قانون‌گریز» شده‌است. از ژاپنی‌ها واکان خواسته شد که این سرزنش را به بالادستانشان برسانند تا از پیشامدی که پشیمانی به بار آورد جلوگیری شود. محققان به استدلال گفته‌اند که این پیام قصد توهین به عموم ژاپنی‌ها را نداشته، بلکه صرفاً متوجه فعالیت‌های بی‌رویه سوداگرانی بوده‌است که بیرون از چارچوب ضوابط تجاری میان دو کشور به کره می‌رفتند.

## واکنش ژاپنی‌ها
ژاپنی‌ها این رویداد را توهین آشکار به غرور ژاپنی، و عبارت «مملکت قانون‌گریز» موجب به وجود آمدن موجی از اعتراض در سراسر ژاپن شد و فریادها برای مجازات کره برخاست.
سانجو سانه‌تومی صدراعظم کشور چنین دید که از هنگام آغاز اصلاحات میجی ژاپنی‌ها کوشیده بودند که با کره روابط دوستانه و هم جواری داشته باشند اما فقط سرزنش و ناسزا بهره‌شان شده بود. این فکر پیش آمد که شمار محدودی واحدهای زمینی و دریایی که در صورت لزوم با فوج‌های بیش تری تقویت شود، به کره فرستاده شود تا از ژاپنی‌های مقیم آنجا حمایت کند. سوئه‌جیما تانه‌اومی و شخصیت‌های دیگر به هوای افکار توسعه طلبی، کره را عرصه مناسبی برای گسترش نفوذ و قلمرو ژاپن می‌دید و به بهانه تلافی این توهین خواستار اقدام نظامی بودند. به گمان برخی از رهبران دولت میجی جنگ با کره شاید که ذهن هواداران اخراج خارجی‌ها از ژاپن را از مسئله خطیر روابط با غرب منحرف می‌کرد. این جنگ چاره ای هم برای رنج و افسردگی سامورایی‌ها می نمود، نیز پیروزی در آن و غنیمت گرفتن و تقسیم اراضی سامورایی‌ها را خشنود می‌کرد.

## پیشنهاد سایگو تاکاموری
سایگو تاکاموری خواست که یک سفیر فوق‌العاده نزد کره‌ای‌ها فرستاده شود اما اگر گوش شنوا نداشتند و به این سفیر اهانت کردند گناهشان بر همه دنیا آشکار خواهد بود و باید به آنجا لشکر راند. وی خود را برای این سفارت پیشنهاد کرد. پیشنهاد سایگو از سوی اکثر برجستگان شورای حکومتی حمایت شد هر چند شماری از دیوان‌سالاران در خارج بودند یا در جلسه‌های شورای دربار حضور نداشتند. در این احوال سانجو سانه‌تومی صدراعظم تردید و دودلی نشان داد و بهتر دید از تلگرافی از ایواکورا تومومی خواسته شود که بی‌درنگ از مأموریت ایواکورا بازگردد و در بحث شرکت جوید، اما سایگو در نامه‌ای به تاریخ ۳ اوت از سانجو خواست که در اجرای تصمیم‌های شورای حکومتی قاطع باشد. وی یقین داشت که همین که سفیر ژاپن به کره برسد او را می‌کشند و در این وضع موجه خواهد بود که ژاپن برای مجازات مرتکبان این قتل به آنجا لشکر بفرستد. سایگو آماده بود که خود را به کشتن بدهد تا ژاپن بهانه‌ای برای حمله به کره پیدا کند. سایگو افزوده بود که نشانه‌هایی از نارضایتی در ژاپن مشهود است که می‌تواند به شورش و ناآرامی بینجامد و مناسب است که پیکان خشم انباشته شده مردم به سوی خارج کره برگردد و با این کار توان و اعتبار ژاپن هم به دنیا نشان داده شود.

## مخالفت ایواکورا تومومی با حمله
ایواکورا پس از ۲۱ ماه گذراندن در خارج ژاپن و دیدار از دوازده کشور روز ۱۳ سپتامبر ۱۸۷۳ به توکیو بازگشت و پس از اندکی رهبری جناح ضد جنگ را در شورای سلطنتی به دست گرفت.
در ماه اکتبر اوکوبو توشیمیچی سخنگوی مخالفان حمله به کره شد و گفت که به موجباتی این کار به مصلحت نیست یکی این که بنیه مالی ژاپن تاب فشار جنگ را ندارد دیگر این که همه منابع ملی باید در کار اصلاحات نهاده شود و دیگر این که جنگ ژاپن و کره فرصت را برای بهره‌برداری قدرت‌های دیگر فراهم می‌کند و به ضرر ژاپن تمام خواهد شد. سایگو از عزم خود برنگشت اما در برابر فشار مخالفان جنگ کاری از وی برنیامد. ایواکورا حمایت امپراتور میجی را دریافت. این شورا در ماه اکتبر خود رأی داد و فکر لشکرکشی به کره رها شد تا به سازندگی کشور پرداخته شود تا سه سال بعد که سرانجام ژاپنی‌ها کره را گشودند و با این کشور روابط تجاری برقرار کردند.

## عواقب
مسئله کره به بهای وحدت گروه حاکم تمام شد. سایگو تاکاموری (۱۸۷۷–۱۸۲۷)، سوئه‌جیما تانه‌اومی (۱۸۲۸–۱۹۰۵)، اتو شیمپی (۱۸۳۴–۷۴)، گوتو شوجیرو (۱۸۳۸–۱۸۹۷) و ایتاگاکی تایسوکه (۱۸۳۷–۱۹۱۹) همه استعفا دادند و به دنبال آنان بسیاری از هوادارانشان نیز اما آنان که در دولت و مصدر کار ماندند صفوف خود را فشرده تر ساختند. ایتو هیروبومی (۱۸۴۱–۱۹۰۹) که وزیر مالیه بود در روز بعد از کناره‌گیری سایگو مشاور عالی امپراتور شد و اوکوما شیگه‌نوبو (۱۸۳۸- [۱۹۲۲) وزیر مالیه و یک ماه بعد اوکوبو توشیمیچی نخستین وزیر داخله شد. این سه همراه ایواکورا که پس از چندی صدراعظم شد و ساله‌ها در این مقام ماند، طراحان اصلی سیاست تجدد ژاپن شدند.
شورش ساگا شورشی بود که در دوره میجی علیه دولت میجی در سال ۱۸۷۴ میلادی در کیوشو رخ داد. رهبری این شورش را یکی از رهبران دولت میجی به نام اتو شیمپی برعهده داشت. وی قبل از شورش معاون وزیر فرهنگ، وزیر دادگستری و یکی از سانگی (مشاورین امپراتور) بود اما چون با رأی او مبنی بر حمله به کره مخالفت به عمل آمد از مقام خود استعفا داد. او در قلمروی ساگا سابق رهبری گروهی از سامورایی‌های مخالفت دولت را برعهده گرفت و در سال ۱۸۷۴ شورشی مسلحانه را علیه دولت میجی انجام داد. این شورش توسط دولت سرکوب گردید و اتو که مخفی شده بود دستگیر شده و اعدام شد اما او چند سال بعد در مجمع عمومی که قانون اساسی اعلام می‌گردید، از اتهامات وارده مبری شد.